# Territoriale indeling van Minas Gerais

Minas Gerais

De Braziliaanse deelstaat Minas Gerais is ingedeeld in 12 mesoregio's, 66 microregio's en 853 gemeenten.

## Campo das Vertentes (mesoregio)
3 microregio's, 36 gemeenten

### Barbacena (microregio)
12 gemeenten:
Alfredo Vasconcelos -
Antônio Carlos -
Barbacena -
Barroso -
Capela Nova -
Caranaíba -
Carandaí -
Desterro do Melo -
Ibertioga -
Ressaquinha -
Santa Bárbara do Tugúrio -
Senhora dos Remédios

### Lavras (microregio)
9 gemeenten:
Carrancas -
Ijaci -
Ingaí -
Itumirim -
Itutinga -
Lavras -
Luminárias -
Nepomuceno -
Ribeirão Vermelho

### São João del-Rei (microregio)
15 gemeenten:
Conceição da Barra de Minas -
Coronel Xavier Chaves -
Dores de Campos -
Lagoa Dourada -
Madre de Deus de Minas -
Nazareno -
Piedade do Rio Grande -
Prados -
Resende Costa -
Ritápolis -
Santa Cruz de Minas -
Santana do Garambéu -
São João del-Rei -
São Tiago -
Tiradentes

## Central Mineira (mesoregio)
3 microregio's, 30 gemeenten

### Bom Despacho (microregio)
12 gemeenten:
Araújos -
Bom Despacho -
Dores do Indaiá -
Estrela do Indaiá -
Japaraíba -
Lagoa da Prata -
Leandro Ferreira -
Luz -
Martinho Campos -
Moema -
Quartel Geral -
Serra da Saudade

### Curvelo (microregio)
11 gemeenten:
Augusto de Lima -
Buenópolis -
Corinto -
Curvelo -
Felixlândia -
Inimutaba -
Joaquim Felício -
Monjolos -
Morro da Garça -
Presidente Juscelino -
Santo Hipólito

### Três Marias (microregio)
7 gemeenten:
Abaeté -
Biquinhas -
Cedro do Abaeté -
Morada Nova de Minas -
Paineiras -
Pompéu -
Três Marias

## Jequitinhonha (mesoregio)
5 microregio's, 51 gemeenten

### Almenara (microregio)
16 gemeenten:
Almenara -
Bandeira -
Divisópolis -
Felisburgo -
Jacinto -
Jequitinhonha -
Joaíma -
Jordânia -
Mata Verde -
Monte Formoso -
Palmópolis -
Rio do Prado -
Rubim -
Salto da Divisa -
Santa Maria do Salto -
Santo Antônio do Jacinto

### Araçuaí (microregio)
8 gemeenten:
Araçuaí -
Caraí -
Coronel Murta -
Itinga -
Novo Cruzeiro -
Padre Paraíso -
Ponto dos Volantes -
Virgem da Lapa

### Capelinha (microregio)
14 gemeenten:
Angelândia -
Aricanduva -
Berilo -
Capelinha -
Carbonita -
Chapada do Norte -
Francisco Badaró -
Itamarandiba -
Jenipapo de Minas -
José Gonçalves de Minas -
Leme do Prado -
Minas Novas -
Turmalina -
Veredinha

### Diamantina (microregio)
8 gemeenten:
Couto de Magalhães de Minas -
Datas -
Diamantina -
Felício dos Santos -
Gouveia -
Presidente Kubitschek -
São Gonçalo do Rio Preto -
Senador Modestino Gonçalves

### Pedra Azul (microregio)
5 gemeenten:
Cachoeira de Pajeú -
Comercinho -
Itaobim -
Medina -
Pedra Azul

## Metropolitana de Belo Horizonte (mesoregio)
8 microregio's, 105 gemeenten

### Belo Horizonte (microregio)
24 gemeenten:
Belo Horizonte -
Betim -
Brumadinho -
Caeté -
Confins -
Contagem -
Esmeraldas -
Ibirité -
Igarapé -
Juatuba -
Lagoa Santa -
Mário Campos -
Mateus Leme -
Nova Lima -
Pedro Leopoldo -
Raposos -
Ribeirão das Neves -
Rio Acima -
Sabará -
Santa Luzia -
São Joaquim de Bicas -
São José da Lapa -
Sarzedo -
Vespasiano

### Conceição do Mato Dentro (microregio)
13 gemeenten:
Alvorada de Minas -
Conceição do Mato Dentro -
Congonhas do Norte -
Dom Joaquim -
Itambé do Mato Dentro -
Morro do Pilar -
Passabém -
Rio Vermelho -
Santo Antônio do Itambé -
Santo Antônio do Rio Abaixo -
São Sebastião do Rio Preto -
Serra Azul de Minas -
Serro

### Conselheiro Lafaiete (microregio)
12 gemeenten:
Casa Grande -
Catas Altas da Noruega -
Congonhas -
Conselheiro Lafaiete -
Cristiano Otoni -
Desterro de Entre Rios -
Entre Rios de Minas -
Itaverava -
Ouro Branco -
Queluzito -
Santana dos Montes -
São Brás do Suaçuí

### Itabira (microregio)
18 gemeenten:
Alvinópolis -
Barão de Cocais -
Bela Vista de Minas -
Bom Jesus do Amparo -
Catas Altas -
Dionísio -
Ferros -
Itabira -
João Monlevade -
Nova Era -
Nova União -
Rio Piracicaba -
Santa Bárbara -
Santa Maria de Itabira -
São Domingos do Prata -
São Gonçalo do Rio Abaixo -
São José do Goiabal -
Taquaraçu de Minas

### Itaguara (microregio)
9 gemeenten:
Belo Vale -
Bonfim -
Crucilândia -
Itaguara -
Itatiaiuçu -
Jeceaba -
Moeda -
Piedade dos Gerais -
Rio Manso

### Ouro Preto (microregio)
4 gemeenten:
Diogo de Vasconcelos -
Itabirito -
Mariana -
Ouro Preto

### Pará de Minas (microregio)
5 gemeenten:
Florestal -
Onça de Pitangui -
Pará de Minas -
Pitangui -
São José da Varginha

### Sete Lagoas (microregio)
20 gemeenten:
Araçaí -
Baldim -
Cachoeira da Prata -
Caetanópolis -
Capim Branco -
Cordisburgo -
Fortuna de Minas -
Funilândia -
Inhaúma -
Jaboticatubas -
Jequitibá -
Maravilhas -
Matozinhos -
Papagaios -
Paraopeba -
Pequi -
Prudente de Morais -
Santana de Pirapama -
Santana do Riacho -
Sete Lagoas

## Noroeste de Minas (mesoregio)
2 microregio's, 19 gemeenten

### Paracatu (microregio)
10 gemeenten:
Brasilândia de Minas -
Guarda-Mor -
João Pinheiro -
Lagamar -
Lagoa Grande -
Paracatu -
Presidente Olegário -
São Gonçalo do Abaeté -
Varjão de Minas -
Vazante

### Unaí (microregio)
9 gemeenten:
Arinos -
Bonfinópolis de Minas -
Buritis -
Cabeceira Grande -
Dom Bosco -
Formoso -
Natalândia -
Unaí -
Uruana de Minas

## Norte de Minas (mesoregio)
7 microregio's, 89 gemeenten

### Bocaiuva
5 gemeenten:
Bocaiuva -
Engenheiro Navarro -
Francisco Dumont -
Guaraciama -
Olhos-d'Água

### Grão Mogol (microregio)
6 gemeenten:
Botumirim -
Cristália -
Grão Mogol -
Itacambira -
Josenópolis -
Padre Carvalho

### Janaúba (microregio)
13 gemeenten:
Catuti -
Espinosa -
Gameleiras -
Jaíba -
Janaúba -
Mamonas -
Mato Verde -
Monte Azul -
Nova Porteirinha -
Pai Pedro -
Porteirinha -
Riacho dos Machados -
Serranópolis de Minas

### Januária (microregio)
16 gemeenten:
Bonito de Minas -
Chapada Gaúcha -
Cônego Marinho -
Icaraí de Minas -
Itacarambi -
Januária -
Juvenília -
Manga -
Matias Cardoso -
Miravânia -
Montalvânia -
Pedras de Maria da Cruz -
Pintópolis -
São Francisco -
São João das Missões -
Urucuia

### Montes Claros (microregio)
22 gemeenten:
Brasília de Minas -
Campo Azul -
Capitão Enéas -
Claro dos Poções -
Coração de Jesus -
Francisco Sá -
Glaucilândia -
Ibiracatu -
Japonvar -
Juramento -
Lontra -
Luislândia -
Mirabela -
Montes Claros -
Patis -
Ponto Chique -
São João da Lagoa -
São João da Ponte -
São João do Pacuí -
Ubaí -
Varzelândia -
Verdelândia

### Pirapora (microregio)
10 gemeenten:
Buritizeiro -
Ibiaí -
Jequitaí -
Lagoa dos Patos -
Lassance -
Pirapora -
Riachinho -
Santa Fé de Minas -
São Romão -
Várzea da Palma

### Salinas (microregio)
17 gemeenten:
Águas Vermelhas -
Berizal -
Curral de Dentro -
Divisa Alegre -
Fruta de Leite -
Indaiabira -
Montezuma -
Ninheira -
Novorizonte -
Rio Pardo de Minas -
Rubelita -
Salinas -
Santa Cruz de Salinas -
Santo Antônio do Retiro -
São João do Paraíso -
Taiobeiras -
Vargem Grande do Rio Pardo

## Oeste de Minas (mesoregio)
5 microregio's, 44 gemeenten

### Campo Belo (microregio)
7 gemeenten:
Aguanil -
Campo Belo -
Cana Verde -
Candeias -
Cristais -
Perdões -
Santana do Jacaré

### Divinópolis (microregio)
11 gemeenten:
Carmo do Cajuru -
Cláudio -
Conceição do Pará -
Divinópolis -
Igaratinga -
Itaúna -
Nova Serrana -
Perdigão -
Santo Antônio do Monte -
São Gonçalo do Pará -
São Sebastião do Oeste

### Formiga (microregio)
8 gemeenten:
Arcos -
Camacho -
Córrego Fundo -
Formiga -
Itapecerica -
Pains -
Pedra do Indaiá -
Pimenta

### Oliveira (microregio)
9 gemeenten:
Bom Sucesso -
Carmo da Mata -
Carmópolis de Minas -
Ibituruna -
Oliveira -
Passa Tempo -
Piracema -
Santo Antônio do Amparo -
São Francisco de Paula

### Piumhi (microregio)
9 gemeenten:
Bambuí -
Córrego Danta -
Doresópolis -
Iguatama -
Medeiros -
Piumhi -
São Roque de Minas -
Tapiraí -
Vargem Bonita

## Sul e Sudoeste de Minas (mesoregio)
10 microregio's, 146 gemeenten

### Alfenas (microregio)
12 gemeenten:
Alfenas -
Alterosa -
Areado -
Carmo do Rio Claro -
Carvalhópolis -
Conceição da Aparecida -
Divisa Nova -
Fama -
Machado -
Paraguaçu -
Poço Fundo -
Serrania

### Andrelândia (microregio)
13 gemeenten:
Aiuruoca -
Andrelândia -
Arantina -
Bocaina de Minas -
Bom Jardim de Minas -
Carvalhos -
Cruzília -
Liberdade -
Minduri -
Passa-Vinte -
São Vicente de Minas -
Seritinga -
Serranos

### Itajubá (microregio)
13 gemeenten:
Brasópolis -
Consolação -
Cristina -
Delfim Moreira -
Dom Viçoso -
Itajubá -
Maria da Fé -
Marmelópolis -
Paraisópolis -
Piranguçu -
Piranguinho -
Virgínia -
Wenceslau Braz

### Passos (microregio)
14 gemeenten:
Alpinópolis -
Bom Jesus da Penha -
Capetinga -
Capitólio -
Cássia -
Claraval -
Delfinópolis -
Fortaleza de Minas -
Ibiraci -
Itaú de Minas -
Passos -
Pratápolis -
São João Batista do Glória -
São José da Barra

### Poços de Caldas (microregio)
13 gemeenten:
Albertina -
Andradas -
Bandeira do Sul -
Botelhos -
Caldas -
Campestre -
Ibitiúra de Minas -
Inconfidentes -
Jacutinga -
Monte Sião -
Ouro Fino -
Poços de Caldas -
Santa Rita de Caldas

### Pouso Alegre (microregio)
20 gemeenten:
Bom Repouso -
Borda da Mata -
Bueno Brandão -
Camanducaia -
Cambuí -
Congonhal -
Córrego do Bom Jesus -
Espírito Santo do Dourado -
Estiva -
Extrema -
Gonçalves -
Ipuiuna -
Itapeva -
Munhoz -
Pouso Alegre -
Sapucaí-Mirim -
Senador Amaral -
Senador José Bento -
Tocos do Moji -
Toledo

### Santa Rita do Sapucaí (microregio)
15 gemeenten:
Cachoeira de Minas -
Careaçu -
Conceição das Pedras -
Conceição dos Ouros -
Cordislândia -
Heliodora -
Natércia -
Pedralva -
Santa Rita do Sapucaí -
São Gonçalo do Sapucaí -
São João da Mata -
São José do Alegre -
São Sebastião da Bela Vista -
Silvianópolis -
Turvolândia

### São Lourenço (microregio)
16 gemeenten:
Alagoa -
Baependi -
Cambuquira -
Carmo de Minas -
Caxambu -
Conceição do Rio Verde -
Itamonte -
Itanhandu -
Jesuânia -
Lambari -
Olímpio Noronha -
Passa-Quatro -
Pouso Alto -
São Lourenço -
São Sebastião do Rio Verde -
Soledade de Minas

### São Sebastião do Paraíso (microregio)
14 gemeenten:
Arceburgo -
Cabo Verde -
Guaranésia -
Guaxupé -
Itamogi -
Jacuí -
Juruaia -
Monte Belo -
Monte Santo de Minas -
Muzambinho -
Nova Resende -
São Pedro da União -
São Sebastião do Paraíso -
São Tomás de Aquino

### Varginha (microregio)
16 gemeenten:
Boa Esperança -
Campanha -
Campo do Meio -
Campos Gerais -
Carmo da Cachoeira -
Coqueiral -
Elói Mendes -
Guapé -
Ilicínea -
Monsenhor Paulo -
Santana da Vargem -
São Bento Abade -
São Thomé das Letras -
Três Corações -
Três Pontas -
Varginha

## Triângulo Mineiro e Alto Paranaíba (mesoregio)
7 microregio's, 66 gemeenten

### Araxá (microregio)
10 gemeenten:
Araxá -
Campos Altos -
Ibiá -
Nova Ponte -
Pedrinópolis -
Perdizes -
Pratinha -
Sacramento -
Santa Juliana -
Tapira

### Frutal (microregio)
12 gemeenten:
Campina Verde -
Carneirinho -
Comendador Gomes -
Fronteira -
Frutal -
Itapagipe -
Iturama -
Limeira do Oeste -
Pirajuba -
Planura -
São Francisco de Sales -
União de Minas

### Ituiutaba (microregio)
6 gemeenten:
Cachoeira Dourada -
Capinópolis -
Gurinhatã -
Ipiaçu -
Ituiutaba -
Santa Vitória

### Patos de Minas (microregio)
10 gemeenten:
Arapuá -
Carmo do Paranaíba -
Guimarânia -
Lagoa Formosa -
Matutina -
Patos de Minas -
Rio Paranaíba -
Santa Rosa da Serra -
São Gotardo -
Tiros

### Patrocínio (microregio)
11 gemeenten:
Abadia dos Dourados -
Coromandel -
Cruzeiro da Fortaleza -
Douradoquara -
Estrela do Sul -
Grupiara -
Iraí de Minas -
Monte Carmelo -
Patrocínio -
Romaria -
Serra do Salitre

### Uberaba (microregio)
7 gemeenten:
Água Comprida -
Campo Florido -
Conceição das Alagoas -
Conquista -
Delta -
Uberaba -
Veríssimo

### Uberlândia (microregio)
10 gemeenten:
Araguari -
Araporã -
Canápolis -
Cascalho Rico -
Centralina -
Indianópolis -
Monte Alegre de Minas -
Prata -
Tupaciguara -
Uberlândia

## Vale do Mucuri (mesoregio)
2 microregio's, 23 gemeenten

### Nanuque (microregio)
10 gemeenten:
Águas Formosas -
Bertópolis -
Carlos Chagas -
Crisólita -
Fronteira dos Vales -
Machacalis -
Nanuque -
Santa Helena de Minas -
Serra dos Aimorés -
Umburatiba

### Teófilo Otoni (microregio)
13 gemeenten:
Ataléia -
Catuji -
Franciscópolis -
Frei Gaspar -
Itaipé -
Ladainha -
Malacacheta -
Novo Oriente de Minas -
Ouro Verde de Minas -
Pavão -
Poté -
Setubinha -
Teófilo Otoni

## Vale do Rio Doce (mesoregio)
7 microregio's, 102 gemeenten

### Aimorés (microregio)
13 gemeenten:
Aimorés -
Alvarenga -
Conceição de Ipanema -
Conselheiro Pena -
Cuparaque -
Goiabeira -
Ipanema -
Itueta -
Mutum -
Pocrane -
Resplendor -
Santa Rita do Itueto -
Taparuba

### Caratinga (microregio)
20 gemeenten:
Bom Jesus do Galho -
Bugre -
Caratinga -
Córrego Novo -
Dom Cavati -
Entre Folhas -
Iapu -
Imbé de Minas -
Inhapim -
Ipaba -
Piedade de Caratinga -
Pingo-d'Água -
Santa Bárbara do Leste -
Santa Rita de Minas -
São Domingos das Dores -
São João do Oriente -
São Sebastião do Anta -
Tarumirim -
Ubaporanga -
Vargem Alegre

### Governador Valadares (microregio)
25 gemeenten:
Alpercata -
Campanário -
Capitão Andrade -
Coroaci -
Divino das Laranjeiras -
Engenheiro Caldas -
Fernandes Tourinho -
Frei Inocêncio -
Galiléia -
Governador Valadares -
Itambacuri -
Itanhomi -
Jampruca -
Marilac -
Mathias Lobato -
Nacip Raydan -
Nova Módica -
Pescador -
São Geraldo da Piedade -
São Geraldo do Baixio -
São José da Safira -
São José do Divino -
Sobrália -
Tumiritinga -
Virgolândia

### Guanhães (microregio)
15 gemeenten:
Braúnas -
Carmésia -
Coluna -
Divinolândia de Minas -
Dores de Guanhães -
Gonzaga -
Guanhães -
Materlândia -
Paulistas -
Sabinópolis -
Santa Efigênia de Minas -
São João Evangelista -
Sardoá -
Senhora do Porto -
Virginópolis

### Ipatinga (microregio)
13 gemeenten:
Açucena -
Antônio Dias -
Belo Oriente -
Coronel Fabriciano -
Ipatinga -
Jaguaraçu -
Joanésia -
Marliéria -
Mesquita -
Naque -
Periquito -
Santana do Paraíso -
Timóteo

### Mantena (microregio)
7 gemeenten:
Central de Minas -
Itabirinha -
Mantena -
Mendes Pimentel -
Nova Belém -
São Félix de Minas -
São João do Manteninha

### Peçanha (microregio)
9 gemeenten:
Água Boa -
Cantagalo -
Frei Lagonegro -
José Raydan -
Peçanha -
Santa Maria do Suaçuí -
São José do Jacuri -
São Pedro do Suaçuí -
São Sebastião do Maranhão

## Zona da Mata (mesoregio)
7 microregio's, 142 gemeenten

### Cataguases (microregio)
14 gemeenten:
Além Paraíba -
Argirita -
Cataguases -
Dona Eusébia -
Estrela Dalva -
Itamarati de Minas -
Laranjal -
Leopoldina -
Palma -
Pirapetinga -
Recreio -
Santana de Cataguases -
Santo Antônio do Aventureiro -
Volta Grande

### Juiz de Fora (microregio)
33 gemeenten:
Aracitaba -
Belmiro Braga -
Bias Fortes -
Bicas -
Chácara -
Chiador -
Coronel Pacheco -
Descoberto -
Ewbank da Câmara -
Goianá -
Guarará -
Juiz de Fora -
Lima Duarte -
Maripá de Minas -
Mar de Espanha -
Matias Barbosa -
Olaria -
Oliveira Fortes -
Paiva -
Pedro Teixeira -
Pequeri -
Piau -
Rio Novo -
Rio Preto -
Rochedo de Minas -
Santa Bárbara do Monte Verde -
Santa Rita de Ibitipoca -
Santa Rita de Jacutinga -
Santana do Deserto -
Santos Dumont -
São João Nepomuceno -
Senador Cortes -
Simão Pereira

### Manhuaçu (microregio)
20 gemeenten:
Abre-Campo -
Alto Caparaó -
Alto Jequitibá -
Caparaó -
Caputira -
Chalé -
Durandé -
Lajinha -
Luisburgo -
Manhuaçu -
Manhumirim -
Martins Soares -
Matipó -
Pedra Bonita -
Reduto -
Santa Margarida -
Santana do Manhuaçu -
São João do Manhuaçu -
São José do Mantimento -
Simonésia

### Muriaé (microregio)
20 gemeenten:
Antônio Prado de Minas -
Barão de Monte Alto -
Caiana -
Carangola -
Divino -
Espera Feliz -
Eugenópolis -
Faria Lemos -
Fervedouro -
Miradouro -
Miraí -
Muriaé -
Orizânia -
Patrocínio do Muriaé -
Pedra Dourada -
Rosário da Limeira -
São Francisco do Glória -
São Sebastião da Vargem Alegre -
Tombos -
Vieiras

### Ponte Nova (microregio)
18 gemeenten:
Acaiaca -
Barra Longa -
Dom Silvério -
Guaraciaba -
Jequeri -
Oratórios -
Piedade de Ponte Nova -
Ponte Nova -
Raul Soares -
Rio Casca -
Rio Doce -
Santa Cruz do Escalvado -
Santo Antônio do Grama -
São Pedro dos Ferros -
Sem-Peixe -
Sericita -
Urucânia -
Vermelho Novo

### Ubá (microregio)
17 gemeenten:
Astolfo Dutra -
Divinésia -
Dores do Turvo -
Guarani -
Guidoval -
Guiricema -
Mercês -
Piraúba -
Rio Pomba -
Rodeiro -
São Geraldo -
Senador Firmino -
Silveirânia -
Tabuleiro -
Tocantins -
Ubá -
Visconde do Rio Branco

### Viçosa (microregio)
20 gemeenten:
Alto Rio Doce -
Amparo da Serra -
Araponga -
Brás Pires -
Cajuri -
Canaã -
Cipotânea -
Coimbra -
Ervália -
Lamim -
Paula Cândido -
Pedra do Anta -
Piranga -
Porto Firme -
Presidente Bernardes -
Rio Espera -
São Miguel do Anta -
Senhora de Oliveira -
Teixeiras -
Viçosa
Acre · Alagoas · Amapá · Amazonas · Bahia · Ceará · Espírito Santo · Federaal District · Goiás · Maranhão · Mato Grosso · Mato Grosso do Sul · Minas Gerais · Pará · Paraíba · Paraná · Pernambuco · Piauí · Rio de Janeiro · Rio Grande do Norte · Rio Grande do Sul · Rondônia · Roraima · Santa Catarina · São Paulo · Sergipe · Tocantins